# Relations entre l'Inde et la Zambie
Les relations entre l'Inde et la Zambie sont les relations bilatérales de la république de l'Inde et de la république de Zambie. L'Inde a un haut-commissariat à Lusaka qui est simultanément accrédité au Malawi, tandis que la Zambie a un haut-commissariat à New Delhi.

## Histoire
L'Inde et la Zambie entretiennent des relations cordiales. La lutte pour la liberté de l'Inde a inspiré le mouvement d'indépendance de Kenneth Kaunda et de la Zambie. L'Inde a soutenu le développement économique et technologique de la Zambie tandis qu'elle a soutenu l'Inde dans les forums internationaux sur la question du Jammu-et-Cachemire, du terrorisme et des essais nucléaires de l'Inde en 1998. La Zambie a également apporté son soutien à la demande de l'Inde de devenir membre permanent d'un Conseil de sécurité élargi des Nations unies. Les présidents Kaunda, Frederick Chiluba et Levy Mwanawasa ont effectué des visites d'État en Inde, tandis que les présidents Varahagiri Venkata Giri, Neelam Sanjiva Reddy et Ramaswamy Venkataraman et les premiers ministres Indira Gandhi et Rajiv Gandhi ont dirigé des visites d'État indiennes en Zambie.

## Liens économiques
Le commerce entre l'Inde et la Zambie s'est élevé à 200 millions de dollars en 2010. Les exportations indiennes vers la Zambie comprennent des produits pharmaceutiques, du matériel de transport, des plastiques et des produits chimiques, tandis que les pierres semi-précieuses, les métaux non ferreux, les minerais (cuivre et cobalt) et le coton brut constituent les importations indiennes en provenance de Zambie. L'Inde et la Zambie visent à porter ce commerce à un milliard de dollars et la Zambie a cherché à obtenir des investissements de l'Inde dans ses principaux secteurs économiques,.
Depuis 2007, les investissements étrangers directs de l'Inde dans l'économie zambienne se sont élevés à trois milliards de dollars. Cela comprend un investissement de 2,6 milliards de dollars de Vedanta Resources dans les mines de cuivre de Konkola, la création d'une usine de traitement du manganèse de 300 millions de dollars par Taurian Manganese et la création d'Airtel Zambia par Bharti Airtel après son acquisition des entreprises africaines de Zain Telecom.
L'Inde a longtemps accordé des crédits gouvernementaux à la Zambie pour faciliter son développement et le commerce entre les pays. Le soutien a inclus des prêts à des conditions préférentielles de l'Exim Bank indienne et le don de matériel de transport, d'équipement agricole et de fournitures médicales d'urgence à la Zambie. Lors de la visite du vice-président Mohammad Hamid Ansari en Zambie en 2010, l'Inde a accordé des lignes de crédit d'une valeur de 125 millions de dollars à la Zambie pour lui permettre d'accroître sa capacité de production d'électricité et de créer la coentreprise, 120 MW, du projet hydroélectrique Itezhi Tezhi. La Zambie fait également partie du régime de franchise de droits et de contingents (DFQF) pour ses exportations vers l'Inde en tant que pays moins avancé et fait partie du programme de lignes de crédit du gouvernement indien.

## Coopération technique
L'Inde étend sa coopération technique à la Zambie pour la formation de son personnel civil et de défense par le biais du programme indien de coopération technique et économique. Des membres des forces armées indiennes ont également été dépêchés en Zambie pour aider à former les forces armées zambiennes. Plusieurs chefs de la défense zambienne ont été formés en Inde et, depuis 1994, une équipe consultative militaire de quatre officiers de l'armée indienne a été affectée au Collège de commandement et d'état-major des services de défense en Zambie,.